# 羞礼花
羞礼花（学名：Biophytum sensitivum），或稱感應草，为酢浆草科羞礼花属下的一个种。